# Glista kocia
Glista kocia (Toxocara cati) – nicień bytujący w jelicie cienkim kota. U człowieka występuje rzadko, do zakażenia może dojść w wieku dziecięcym lub w przypadku rażącego zaniedbania higieny.